# Deutsche Mathematik

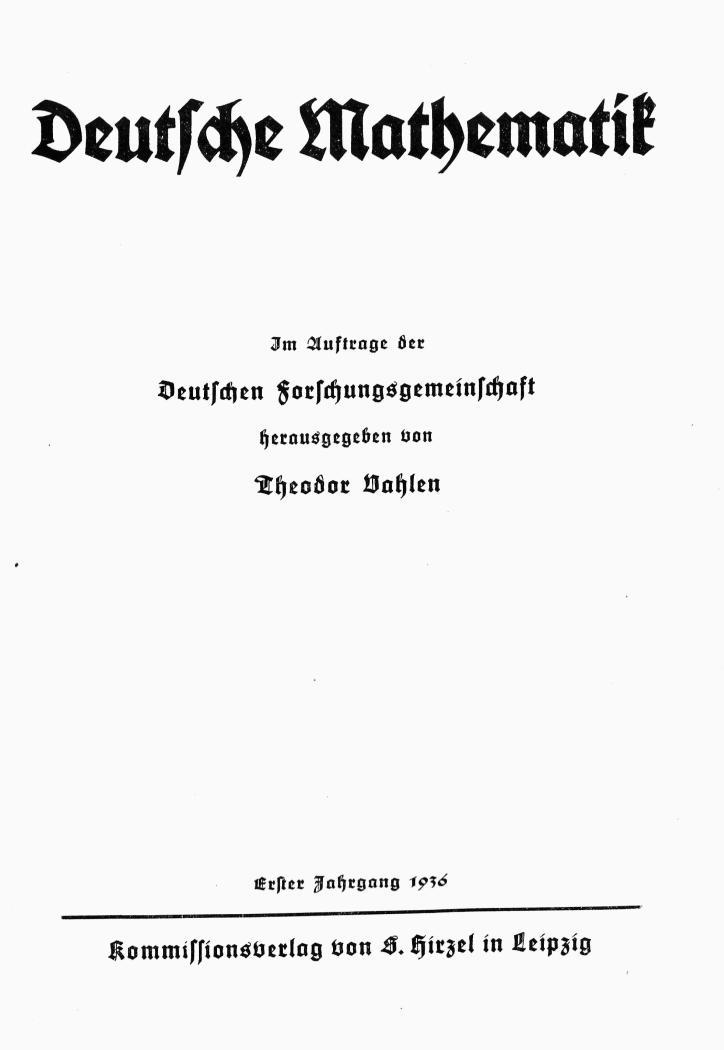
Titelseite der ersten Ausgabe (20. Jan. 1936)

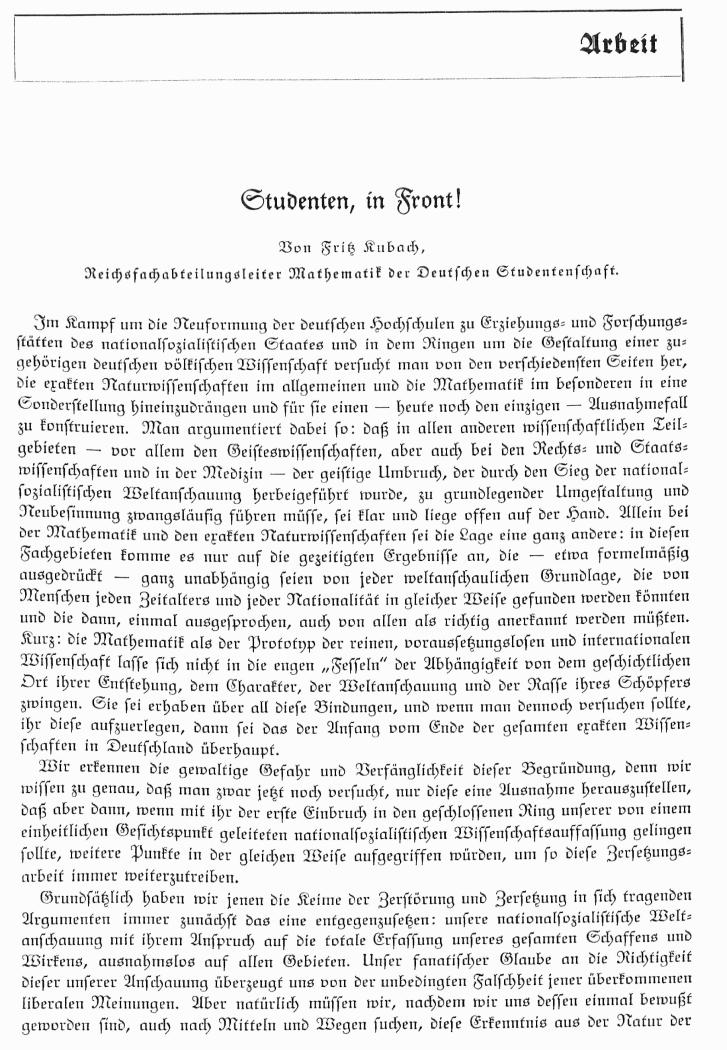
Studenten, in Front, S. 5 aus Bd. 1, Nr. 1

Die Deutsche Mathematik war der Versuch des Mathematikers Ludwig Bieberbach im Dritten Reich, die Mathematik wieder auf als anschaulich begriffene Grundlagen zu stellen. Die moderne Mathematik wurde dabei zuletzt als „jüdisch“ abgelehnt.
Deutsche Mathematik ist auch der Titel einer 1936 von Ludwig Bieberbach gegründeten und mit Theodor Vahlen herausgegebenen Zeitschrift, die bis 1942 erschien.
Wie beim Phänomen der Deutschen Physik vollzog sich auch in der mathematischen Grundlagenforschung um die 1900 ein fundamentaler Umbruch, der die Mathematiker in Befürworter und Gegner spaltete. Das Strukturdenken setzte sich durch, wie die axiomatische Durchdringung algebraischer Grundstrukturen mit Begriffen wie „Körper“, „Gruppe“ oder „Ideal“, deren Inhalte sich der konkreten Anschauung entziehen. Mit der Mengenlehre gewann die moderne Mathematik eine formale, nicht auf die Anschauung zurückgreifende Grundlage, die sich zwischen den Weltkriegen durchsetzte.
Ludwig Bieberbach lehnte die formalistische Mathematik ab und entwickelte 1934 eine antisemitische „Typenlehre“ auf Grundlage der Integrationstypologie des Marburger Psychologen Erich Rudolf Jaensch. Darin werden intellektuelle Charaktertypen behandelt wie der des labilen, schwachen und haltlosen „Gegentypus“ oder „S-Typus“, der eine Neigung zeige, Symbolzusammenhänge mit wirklichen Zusammenhängen zu verwechseln. Im Gegensatz dazu konstatierte er einen „arischen“ „J-Typus“, dessen Stärke sein Wille, sein Charakter, und die Tat seien und dessen Lebensäußerungen „aus der Tiefe“ kämen.
Damit nahm Bieberbach den „Intuitionismusstreit“ auf. Bereits in einer Vorlesung in Berlin von 1926 bekannte sich Bieberbach zum Intuitionismus von Brouwer und Weyl. Beide vertraten laut Bieberbach die geometrisch-anschaulichen Grundlagen der Mathematik, die Formalisten betonten dagegen Strukturdenken und Axiomatik, wobei die Anschauung das formale System nicht beeinflussen dürfe. Diese sah er in seiner Vorlesung von 1926 nur als Übergangsstufe für eine neu aufzubauende Mathematik auf anschaulicher Grundlage. Die laut Bieberbach katastrophalen Folgen der formalistischen Schule lägen in einer Abwendung von konkreten realen Problemen in den Anwendungen. Insbesondere kritisierte er, obwohl er selbst in Berlin lehrte, die Hauptvertreter der alten Berliner Mathematikerschule Karl Weierstraß und dessen Schüler Hermann Amandus Schwarz, denen er Pedanterie und übertriebene Strenge vorwarf.
Im Rahmen der sogenannten „Deutschen Mathematik“ wurden die Formalisten nach Bieberbach in den negativen S-Typus gedrängt. Als Plattform seiner Thesen gründete Bieberbach 1936 die Zeitschrift Deutsche Mathematik, der er bis zum letzten Heft als Schriftleiter vorstand. Mitherausgeber war der Mathematiker Theodor Vahlen (1869–1945), der die Mathematik als „Spiegel der Rassen“ zu beschreiben versuchte.
Bieberbach, der die nach eigenem Verständnis intuitionistische Auffassung „Deutscher Mathematik“ vertrat, formulierte demgemäß:

„Die rassische Zugehörigkeit äußert sich auf geistigem Gebiete im Stile des Schaffens und in der Wertung der Ergebnisse und, wie ich glaube, in der Einstellung zu den Grundlagenfragen.“

Bieberbach stellte dem „Formalismus, der unabhängig von menschlicher Eigenart ein absolutes Reich mathematischer Wahrheiten errichten will“ den „Intuitionismus“ in seiner Interpretation entgegen, „der davon ausgeht, dass das mathematische Denken eine menschliche Verrichtung ist und vom Menschen und seiner Eigenart somit nicht losgelöst werden kann“.
Regelmäßig in der Zeitschrift Deutsche Mathematik publizierten u. a. die Mathematiker
Fritz Kubach, Erich Schönhardt, Werner Weber, Oswald Teichmüller (sämtl. Bd.), Ernst August Weiß (Bd. 1–6), Karl Dörge, Wilhelm Süss (Bd. 1–5), Günther Schulz, Erhard Tornier (Bd. 1–4), Georg Feigl, Gerhard Kowalewski (Bd. 2–6), Maximilian Krafft, Willi Rinow, Otfried Mittmann, Max Zacharias (Bd. 2–5).
Jaensch wie Bieberbach differenzierten zwischen verschiedenen „J-Typen“, zwischen künstlerischen (z. B. Felix Klein), wissenschaftlichen (Carl Friedrich Gauß, Johannes Kepler) und soldatischen Typen (David Hilbert, Karl Weierstraß). Unter den „S-Typen“ wurden auch Vertreter der abstrakten französischen Schule genannt (Augustin Louis Cauchy, Henri Poincaré).
Für das okkult anmutende Phänomen einer Deutschen Mathematik gibt es mehrere Ursachen. So wendeten sich nach dem Zusammenbruch des deutschen Kaiserreiches in nahezu allen Bereichen der Grundlagenwissenschaften die alten intellektuellen Eliten gegen das Moderne schlechthin, womit auch die formalistische Mathematik verbunden wurde. In den 20er Jahren kamen neue Berufsbilder des Versicherungs- und des Wirtschaftsmathematikers auf, die eine Mathematik als Grundlagendisziplin in den Hintergrund drängten. In den 1930er Jahren brachen schließlich durch die geburtenschwachen Jahrgänge aus dem Ersten Weltkrieg und die Vertreibung jüdischer Wissenschaftler die Studentenzahlen bedrohlich ein, die Mathematik als Grundlagendisziplin war bedroht.
Bieberbach nutzte seine antisemitische Typenlehre im Nationalsozialismus, um der von ihm vertretenen intuitionistischen Mathematik disziplinär stärkeres Gewicht zu verleihen und wissenschaftsorganisatorisch die Mathematik als Grundlagendisziplin zu fördern. Eine typische Argumentation zielte beispielsweise auf den pädagogischen Wert für das „Volksganze“ ab:

„Aber das weitaus wichtigere ist der Erziehungswert, der aus der Geistesverbundenheit der Mathematik mit dem Dritten Reiche folgt. Die Grundhaltung beider ist die Heroische. […] Beide verlangen den Dienst: die Mathematik den Dienst an der Wahrheit, Aufrichtigkeit, Genauigkeit. […] Beide sind antimaterialistisch. […] Beide wollen Ordnung, Disziplin, beide bekämpfen das Chaos, die Willkür.“

Der Höhepunkt der Diskussion um die Deutsche Mathematik war 1938 erreicht, sie erreichte letztlich keine wissenschaftliche Bedeutung und siedelt wie die Deutsche Physik im Spannungsfeld zwischen Politik und Wissenschaft.
Von der Gleichschaltung im Dritten Reich war auch die Mathematik betroffen: Von den Universitäten musste ein Drittel der wissenschaftlichen Intelligenz ihre Positionen verlassen. So antwortete der Göttinger Mathematiker David Hilbert einer Anekdote entsprechend auf die Frage des Wissenschaftsministers Bernhard Rust, ob das mathematische Institut in Göttingen durch die Gleichschaltung (die die folgenschwere Zwangsemigration der jüdischen Professoren nach sich zog) wirklich so gelitten hat:

„Jelitten? Dat hat nich jelitten, Herr Minister. Dat jibt es doch janich mehr!“

Der ideologische Einfluss der Zeitschrift wurde in einem Lagebericht des SD im Sommer 1939 folgendermaßen beurteilt:

„In der Mathematik beginnt man jedoch allmählich die artgebundene Schaffensweise des Mathematikers zu erkennen, wozu die mit Unterstützung der Deutschen Forschungsgemeinschaft herausgegebene Zeitschrift ‚Deutsche Mathematik‘ wesentlich beigetragen hat.“

## Hauptvertreter
- Ludwig Bieberbach (1886–1982)
- Theodor Vahlen (1869–1945)
- Oswald Teichmüller (1913–1943)
- Erhard Tornier (1894–1982)
- Wilhelm Süss (1895–1958)
- Gustav Doetsch (1892–1977)
- Max Steck (1907–1971)